# Oril
Az Oril (ukránul: Оріль) folyó Ukrajnában, mely 346 kilométer hosszú, vízgyűjtő területe 9800 km² és a Dnyeper folyóba torkollik. A felső folyásánál völgye 2–3 km széles, az alsó folyásánál 16 km, a torkolatnál 22 km. Alsó folyása hajózható. Novembertől márciusig befagy.